# Sukamakmur (Binjai)
Sukamakmur is een bestuurslaag in het regentschap Langkat van de provincie Noord-Sumatra, Indonesië. Sukamakmur telt 3595 inwoners (volkstelling 2010).